# شوناخ یم شوارتسوالد
شوناخ یم شوارتسوالد (به آلمانی: Schonach im Schwarzwald) یک شهر در آلمان است که در شوارتسوالد-بار واقع شده‌است. شوناخ یم شوارتسوالد ۴٬۲۰۳ نفر جمعیت دارد.